# 卡哈魯羅區
5°44′10″S 78°25′34″W / 5.73611°S 78.42611°W
卡哈魯羅區（西班牙語：Distrito de Cajaruro），是秘魯的一個區，位於該國北部亞馬遜大區的烏特庫班巴省，始建於1964年9月17日，面積1,763.2平方公里，海拔高度490米，2005年人口30,633，人口密度每平方公里17人。